# Sultanato de Darfur
El Sultanato de Darfur fue un sultanato del valle del Nilo, situado en el actual Sudán. Perduró como sultanato independiente desde su fundación en 1603 hasta que fue anexionado por el Imperio Británico el 24 de octubre de 1916.

## Orígenes
Darfur está compuesto en su mayoría por llanuras semiáridas que no pueden sostener una densa población. La única excepción es el área montañosa de Jebel Marra. En esta región se situaron varias bases para controlar la región. El Califato de Dafur lo fundaron en el siglo XIV inmigrantes de Tunjur. Ellos fueron los primeros ciudadanos en Darfur, de acuerdo con los registros escritos. La transición del poder de Darfur fue facilitado a través del matrimonio. El sultán, desde 1603 hasta 1637, fue un gran guerrero y un devoto musulmán.

## Islam y prosperidad
Los tunjur introdujeron el islam en Darfur a través de su experiencia en el mundo musulmán. El sultán Ahmed Bukr (1682-1722), hizo que el islam fuera la religión del estado, y aumentó la prosperidad del sultanato, fomentando la inmigración de bornos y bagirmis. Durante su reinado, el sultanato se extendió al este del Nilo y las orillas de Atbara.

## Guerra Civil (1722-1786)
La muerte del sultán Bukr fue la causa de un largo conflicto sobre la sucesión. En su lecho de muerte, Bukr afirmó que cada uno de sus hijos debía ser sultán. Una vez en el trono, uno de los herederos puso a su hijo como sucesor, lo que condujo a una intermitente guerra civil que duró hasta 1786. Gracias a estas divisiones, Darfur fue disminuyendo en importancia.

## ElTurkiyya(Imperio Otomano)
En 1856, un hombre llamado Jartum avisó al sultán de Darfur que Al-Zubayr Rahma comenzó unas operaciones en el sur de Darfur. Él estableció una red de puestos de comercio defendidos por soldados y de pronto logró crear un estado bajo su dominio. Esta zona, conocida como el Bar el Gazal, había sido durante mucho tiempo la fuente económica de Darfur; de ahí provenían especialmente los esclavos y el marfil. Los nativos de Bar el Gazal pagaban tributo a Darfur. La venta de esclavos y marfil en esta zona se daba con los comerciantes egipcios a lo largo de la carretera en Assiut. Al-Zubayr redirigió el flujo de estos bienes a sus propias arcas. Cuando el Sultán Hassan murió en 1873 fue sucedido por el más joven de sus hijos, Ibrahim, quien ordenó entrar en conflicto con Al-Zubayr. Durante este conflicto, los egipcios decidieron aliarse con Al-Zubayr al objeto de conquistar el territorio de Darfur. La guerra concluyó con la desaparición del sultanato e Ibrahim murió en la batalla en el otoño de 1874, le sucedió su tío Hassab Alla, que tratando de darle continuidad a la existencia del sultanato, finalmente fue capturado en 1875 por las tropas egipcias y que tras el reconocimiento de su derrota, fue liberado y se retiró a El Cairo con su familia.

## Independencia
Con la revolución sudanesa de Muhammad Ahmad, libró a Sudán del poder turco y de paso incorporó a Darfur en 1885 al nuevo Sudán independiente. Cuando en 1898 los ingleses se lanzaron a la conquista de Sudán, sus sucesivos éxitos fueron aprovechados por Ali Dinar el 8 de abril de 1898, que reunió un ejército para apoderarse de al- Fashir, capital de Darfur, declarar la independencia de Darfur del domino sudanés y cogió el título de sultán de Darfur.
Sanin Husayn, que era también príncipe de la casa real de Darfur, se había proclamado sultán en 1891 a la muerte de otro pretendiente de nombre Abu l-Khayrat, y va intentar obtener el apoyo del gobierno egipcio sin éxito; en 1908 organizó un ejército por su cuenta para reclamar el trono pero es derrotado. Darfur por su parte tenía dificultades para imponer su soberanía a los bakkara y a los estados tampones entre Darfur y Waddai, problemas agravados en 1909 con la ocupación francesa de la Meseta de Ouaddai, a la que siguió la de los estados tampones a los que incorporó al Chad francés. El gobierno de la colonia de Sudán apoyó a Ali Dinar pero los franceses siguieron adelante y finalmente Darfur sólo conservó el dominio sobre el estado de Dar al Masalit, aun así Francia presionó a Darfur para que un tercio de Dar al Masalit fuera cedido por Darfur a Francia, lográndolo en 1912. Así Darfur se transformó en un estado tampón entre el Sudán Inglés y el Chad francés.

## Conquista inglesa
Una serie de agravios con el gobernador de Sudán por un lado, y la hostilidad de los franceses por otro, le pusieron en la I Guerra Mundial en brazos del sultán otomano. Ali Dinar luchó por mantener la independencia y combatió con éxito a los egipcios y británicos con el apoyo de los otomanos, hasta que en 1916, con el pretexto de prevenir un ataque desde Darfur, el gobierno británico envió tropas al sultanato iniciando la Expedición Anglo-Egipcia en Darfur donde tras una serie de batallas derrotaron al ejército de Darfur. Cuando las tropas inglesas llegaban a la capital Al Fashir el 22 de mayo de 1916, el sultán escapó al sur del país para organizar la resistencia, siendo perseguido por el ejército británico. Después de una serie de batallas perdidas, los ingleses derrotaron de forma definitiva al ejército de Darfur cerca de Gyubba el 13 de octubre de 1916, batalla en la que murió el mismo Ali Dinar. El sultanato fue anexionado a la colonia de Sudán con lo que se ponía fin al antepenúltimo estado independiente de África.